# Club Deportivo Mirandés 2011-2012
Questa voce raccoglie le informazioni riguardanti il Club Deportivo Mirandés nelle competizioni ufficiali della stagione 2011-2012. 

## Rosa
| N. |                       | Ruolo | Calciatore        |
| -- | --------------------- | ----- | ----------------- |
| 1  | Spagna (bandiera)     | P     | Adrián Murcia     |
| 2  | Spagna (bandiera)     | D     | Iñaki Garmendia   |
| 3  | Thailandia (bandiera) | D     | Ernesto Amantegui |
| 4  | Spagna (bandiera)     | D     | César Caneda      |
| 5  | Spagna (bandiera)     | C     | Nacho Garro       |
| 6  | Spagna (bandiera)     | D     | Raúl García       |
| 7  | Spagna (bandiera)     | C     | Antxon Muneta     |
| 8  | Spagna (bandiera)     | C     | Iván Agustín      |
| 9  | Spagna (bandiera)     | A     | Alain Arroyo      |
| 10 | Spagna (bandiera)     | A     | Ander Lambarri    |
| 11 | Spagna (bandiera)     | A     | Aritz Mujika      |

| N. |                    | Ruolo | Calciatore        |
| -- | ------------------ | ----- | ----------------- |
| 12 | Spagna (bandiera)  | C     | José Ángel Jurado |
| 13 | Spagna (bandiera)  | P     | Nauzet Pérez      |
| 14 | Spagna (bandiera)  | A     | Pablo Infante     |
| 15 | Spagna (bandiera)  | C     | Mikel Martins     |
| 17 | Spagna (bandiera)  | C     | Ramón Borrel      |
| 19 | Spagna (bandiera)  | D     | Mikel Iribas      |
| 20 | Spagna (bandiera)  | A     | Asier Barahona    |
| 21 | Spagna (bandiera)  | D     | Álvaro Corral     |
| 22 | Spagna (bandiera)  | D     | Aitor Blanco      |
| 23 | Messico (bandiera) | D     | Luis Jiménez      |
|    | Spagna (bandiera)  | C     | Gonzalo Colsa     |